# قائمة التلال الأثرية

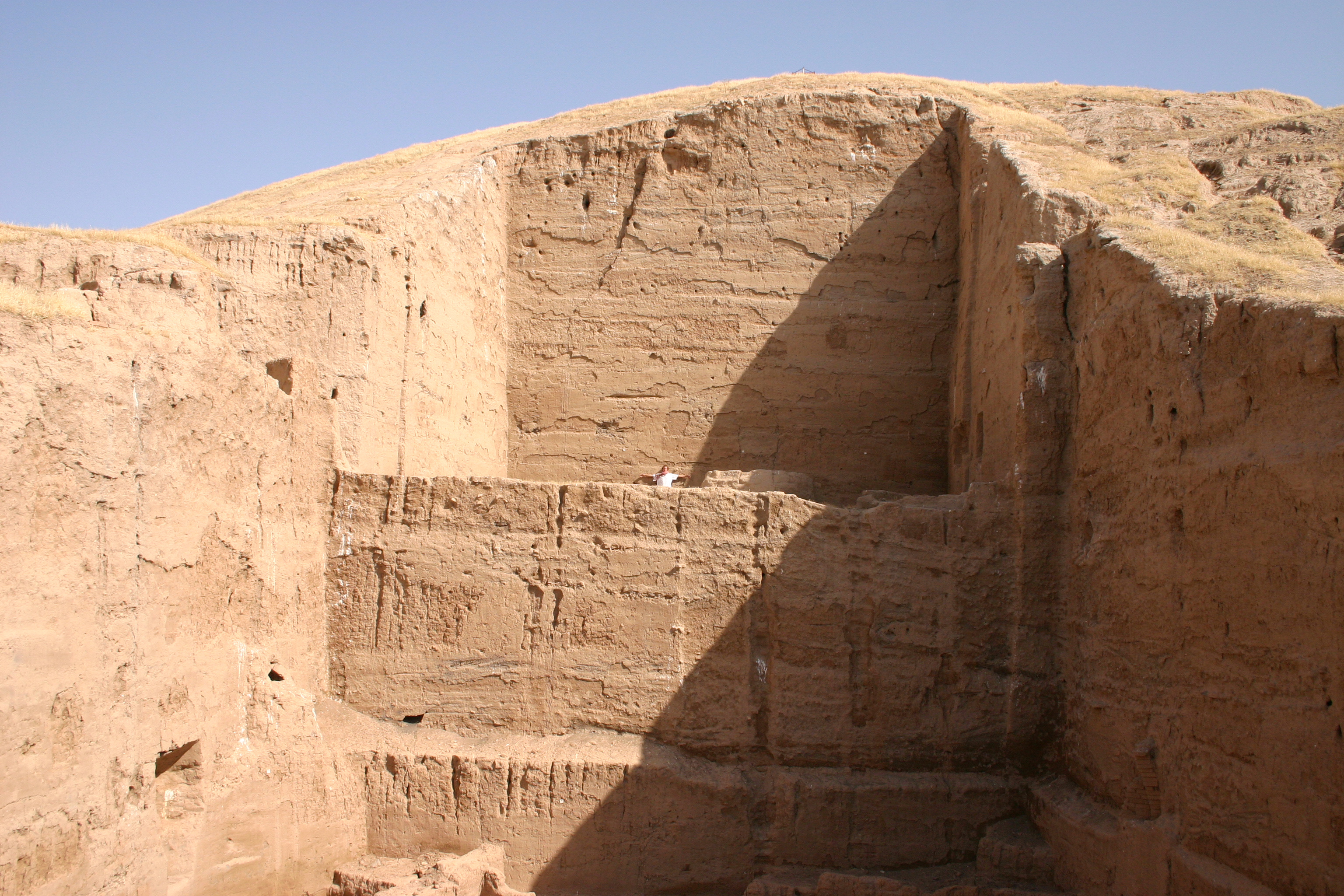
منظر لمنطقة التنقيب في تل بري (شمال شرق سوريا). لاحظ الشخص الذي يقف في الوسط للحصول على المقياس.

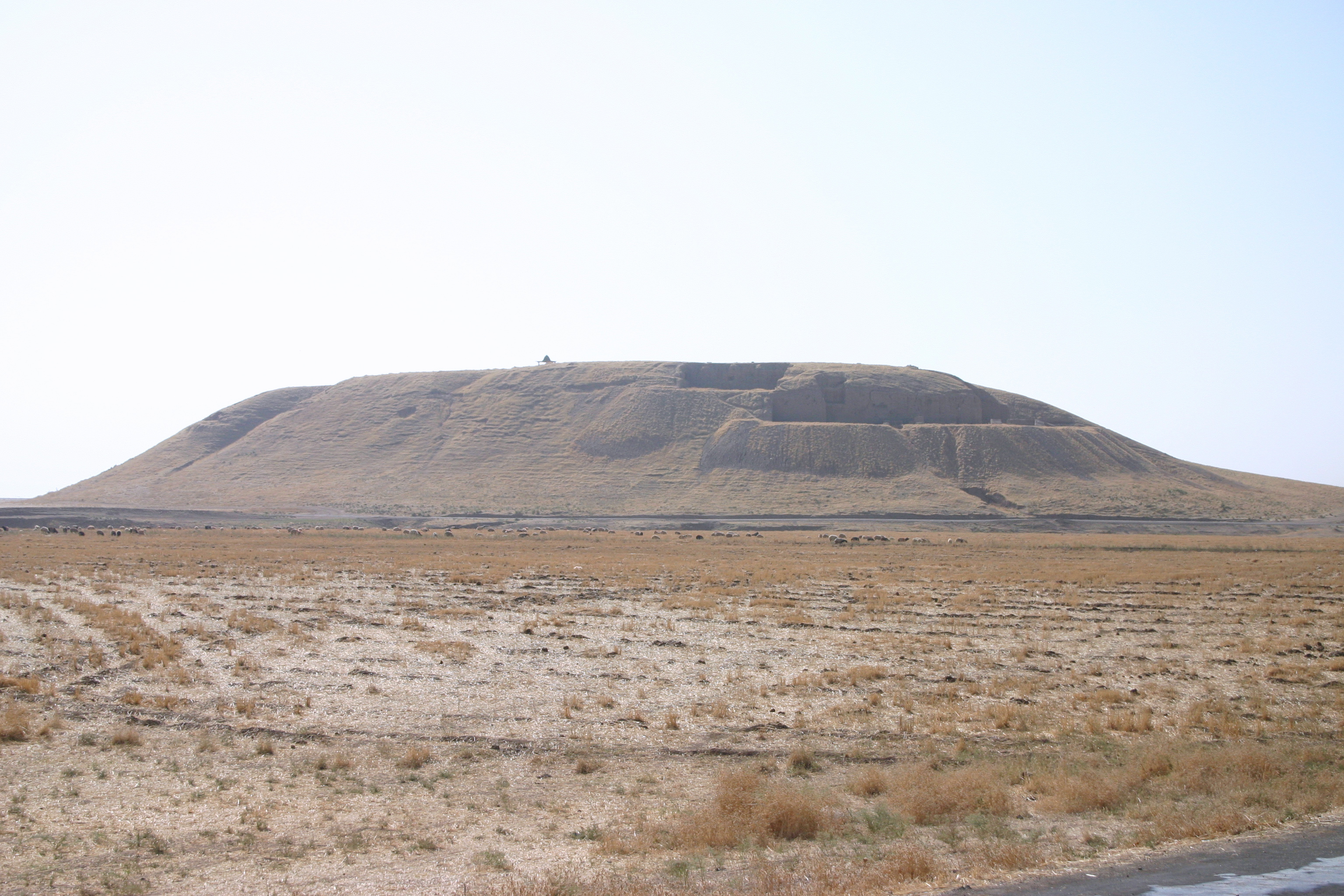
منظر لتل بري (شمال شرق سوريا) من جهة الغرب

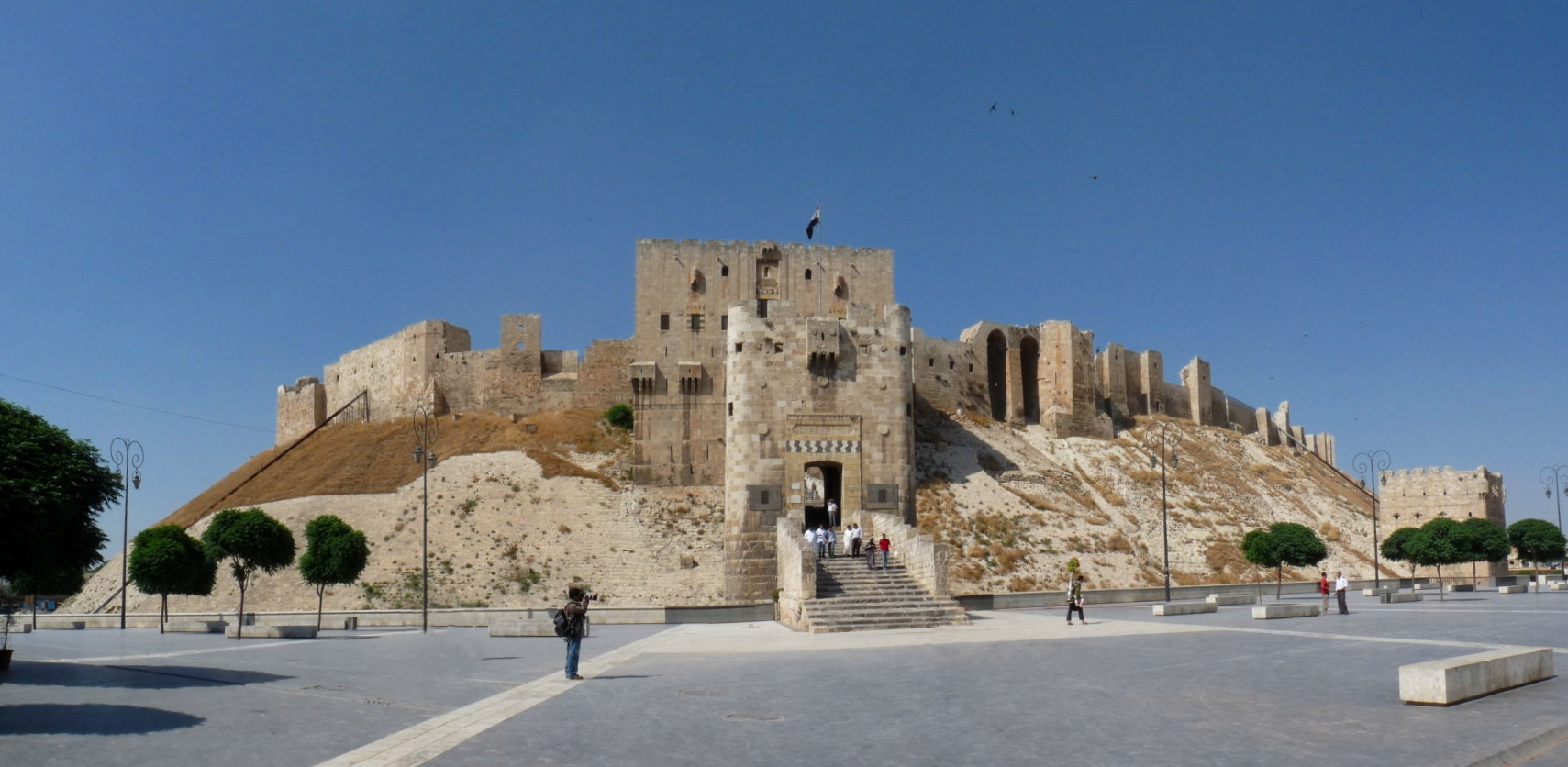
منظر لقلعة حلب

قائمة التلال الأثرية أو قائمة التلال المتعلقة بالأركيولوجيا أو قائمة الأكمات الأثرية (بالإنجليزية: list of tell) هي قائمة ويكيبيدية تحاول الإحاطة بمجموعة التلال الأثرية في العالم.

## معنى مصطلح «تل» أو «أكمة» أثرية في علم الآثار (الأركيولوجيا)
تل جمع تلال أو تلات، أو أكمة جمع أكمات، بالإنجليزية tell أو till جمع tells أو tills) هي مواقع أثرية أركيولوجية قديمة تعود لعصور الحضارة الحجرية والبرونزية القديمة، وتعني كلمة تل في القاموس الأركيولوجي (علم الآثار), نقلاً عن أصله العربي، الذي اصطلح في قاموس علم الأركيولوجيا نظرا لكثرة التلال الأثرية في مناطق الشرق الأوسط وشمال إفريقيا ويكتب في (الإنجليزية بصيغتين: tell أو tel) وهي عبارة عن تلة صناعية تتكون من المخلفات المتراكمة للأشخاص الذين عاشوا في نفس الموقع لمئات أو آلاف السنين. تبدو التلة الكلاسيكية مثل مخروط منخفض، مُشذب والجانبين منحدرين ويمكن أن تصل إلى 30 متراً.
ترتبط التلال الأكثر شيوعاً بعلم آثار الشرق الأدنى القديم، ولكنها توجد أيضاً في أماكن أخرى، مثل آسيا الوسطى وأوروبا الشرقية  وغرب إفريقيا واليونان. وفي الشرق الأوسط تتركز في المناطق الأقل جفافاً، بما في ذلك بلاد ما بين النهرين العليا وبلاد الشام، وإيران ومنطقة الأناضول في تركيا.
إذن فالتلة الأثرية هي تلة اصطناعية أنشأتها أجيال عديدة من البشر الذين يعيشون ويعيدون البناء في نفس المكان. بمرور الوقت، يرتفع المستوى، فتتشكل تلة قد تصل إلى 30 متر، التلة.
يكشف التنقيب عن المباني المدفونة مثل المباني الحكومية أو العسكرية، والأضرحة الدينية والمنازلج، التي تقع على أعماق مختلفة حسب تاريخ استخدامها. غالباً ما تتداخل بشكل أفقي أو رأسي أو كليهما. يقوم علماء الآثار الذين يقومون بمسح الموقع ثم التنقيب بما يصطلح عليه بالحفريات ثم تحليل واستنتاج وإخبار جردي عن المواقع الذي يفسير العمارة والغرض منها وتاريخها وربط ذلك بكرونولوجيا التطور التاريخي للبشر عبر العصور.

## قائمة التلال الأثرية
- تلعفر
- تل عقاب
- تل بري
- تل دير
- تل دير زنون
- تل أبيب (تلة)
- تل حزين
- تل حشباي
- تل أبيب
- تل براك
- تل الخويرة
- تلكيف
- تل ليلان
- قطنا (مدينة أثرية)
- تل الصافي
- تل تمر
- تل رياق
- تل نبع الليطاني
- تل أيوب (لبنان)
- تل خردان
- تل مجدلون
- آبل بيت معكة
- أبو صلبيخ
- تل الشيخ حسن الري
- Achziv
- أدب (المدينة)
- أدلام
- الروضة (إخبار)
- العلاق
- الإسكندرية في القوقاز
- العمارنة
- قلعة عمان
- التل القديم
- أنتيباتريس
- أشدود
- عسقلان الحديقة الوطنية
- أتريب
- أفاريس
- عزة
- بكر عوا
- بلاوات
- Baliḫu
- بيت شيعان
- بيت شيمش
- تل بسطة
- بوتو (مدينة)
- قلعة حلب
- قلعة أربيل
- تل كلك مشك
- تل نادر
- تل قالينج آغا
- تل قصرا
- تل ساتو قلا
- تل قصر شمامك
- دان (المدينة القديمة)
- زقورة عقرقوف
- إبلا
- عين جدي
- عقرون
- تل عين غسالي
- التل (موقع أثري)
- جمالا (مدينة)
- جات (المدينة)
- تل الجزر
- قرية جبعة
- Gird-al Qalrakh
- غوبيكلي تيبي
- Gürcütepe
- حاجي فيروز تيبي
- مصر الجديدة (مصر القديمة)
- Hisarlik (طروادة)
- حمص
- هورفات إيتري
- جمدة نصر
- أريحا
- يزرعيل (المدينة)
- Kedesh
- خربة التبانة
- خربة الكرك
- خربة تبنة
- Kinneret (موقع أثري)
- كوم فيرين
- كولتبه
- ليوبوليس
- ليونوبوليس (مصر الجديدة)
- ماني (المدينة القديمة)
- ماري ، سوريا
- تل الربع
- موريبيت
- نينوى
- بيتوم
- قطنا
- ربيقوم
- Rebbo
- ساريبتا
- شيلوه (مدينة الكتاب المقدس)
- سوكوه
- سلطانة
- تل العجول
- تل جاوا
- تل الزراع
- تل أبيب
- تل عراد
- تل بئر السبع
- تل دور
- حاصور
- تل كابري
- تلكيف
- لخيش
- مجيدو
- Tel Rehov
- تل السمك
- تل تمر
- تل يوكنعام
- تل علاق
- أخبر أبرق
- أخبر أبو الخراز
- أخبر أبو هريرة
- تل آفس
- تل أغرب
- تل عين المتن
- أخبر عين سعودا
- تل الفخار
- تل المشرفة (قطنا)
- تل الريمة
- تل العبيد
- تل عقاب
- تل عربيد
- تل عربجية
- أخبر عشتارا
- تل بلاطة
- تل باري
- أخبر Bazmusian
- Tell Begum
- تل بيت مرسم
- تل بيدر
- تل براك
- تل الخويرة
- تل الكبير
- تل السكان
- تل العويلي
- تل البالون
- تل البراق
- تل الفخار (الأردن)
- تل الهسي
- تل القديرات
- أخبر النصبة
- تل الصافي
- تل الصافي
- تل الصوان
- تل السلطان
- Tell eth-Thadeyn
- Tell Ezou
- تل الفخيرية
- أخبر فراي
- تل غريفي
- تل حالف
- أخبر حالولا
- تل حمة
- أخبر حسونة
- تل إشجالي
- تل الجسر
- تل الجوفية
- قل يهوذا
- تل كزل
- أخبر كيسان
- أخبر خيبر
- تل الخزامي
- أخبر ليلان
- تل المغزالية
- تل مار إلياس
- Tell Marj
- Tell Mashnaqa
- أخبر نهاريا
- قل نبع الليطاني
- أخبر نيبيشا
- قل الكرمل
- Tell Qqqur
- تل القصيلة
- أخبر رمضان
- تل سابي أبيض
- أخبر السعودي
- تل شمشارة
- تل سوكاس
- أخبر تابان
- تل الطايع
- تل طعينات
- تل تنينير
- Tell Tuini
- أخير عقير
- Tell Yunatsite
- تل زيدان
- تل زيتون
- تلول الثلاثات
- تيبي غاورا
- تل التيماي
- تل موزان
- يريم تيبي
- يفنه
- Yavne-Yam
- زهران

## مزيد من القراءة
- Lloyd، Seton (1963). Mounds of the Near East. Edinburgh University Press. مؤرشف من الأصل في 2020-12-02 – عبر Internet Archive.